# Agnieszka Czopek
Agnieszka Czopek, född 9 januari 1964 i Krzeszowice, är en polsk före detta simmare.
Czopek blev olympisk bronsmedaljör på 400 meter medley vid sommarspelen 1980 i Moskva.